# Lawrence Brownlee
Lawrence Brownlee é um tenor americano, particularmente associado ao Bel canto. Nasceu no dia 24 de novembro de 1972 na cidade de Youngstown em Ohio nos Estados Unidos.

## Infância e Educação
Brownlee nasceu em Yongstown, Ohio. Ele cresceu sem muita exposição à música clássica, mas teve uma infância extremamente musical, tocando trompete, guitarra e bateria, e cantou música gospel na igreja. . Brownlee estudou na Anderson University em Indiana para seu curso de graduação e Jacobs School of Music da Universidade de Indiana para estudos de pós-graduação. Ele estudou com a soprano Costanza Cuccaro, David Starkey, e Fritz Robertson.  Ele tornou-se um membro vitalício em 2008. 
Brownlee participou em programas de jovens artistas no Seattle Opera e no Wolf Trap Opera Company.

## Carreira
Sua estreia como profissional ocorreu em 2002, como Almaviva em Rossini O Barbeiro de Sevilha com Virginia Opera. 
Em maio de 2010, Brownlee realizou um concerto com a mezzo-soprano Denyce Graves United States Supreme Court Building for the Supreme Court justices.

## Vida pessoal
Brownlee vive em Atlanta com sua esposa, Kendra, e dois filhos. Ele é um apaixonado pelo Pittsburgh Steelers, fotografia e tênis de mesa, além de ser um ávido dançarino de salsa. 

## Prémios
- Vencedor da edição de 2001 do Metropolitan Opera National Council Auditions.[1]
- Vencedor da edição de 2006 Richard Tucker Award[1]
- Vencedor da edição de 2006 Marian Anderson Award [1]
- Vencedor da edição de Opera Company of Philadelphia's Alter Award for Artistic Excellence[7]
- Artista do Ano em 2008 na Seattle Opera por sua performance como Arturo em Bellini's I puritani.[8]

## Gravações
- Maazel: 1984 – Simon Keenlyside, Nancy Gustafson, Richard Margison, Diana Damrau, Lawrence Brownlee; Orchestra & Chorus of the Royal Opera House, Covent Garden, Lorin Maazel (conductor). Label: Decca DVD 074 3289
- Orff: Carmina Burana – Sally Matthews (soprano), Lawrence Brownlee (tenor), Christian Gerhaher (baritone); Berlin Philharmonic; Simon Rattle (conductor). Label: EMI Classics CD 57888/EuroArts/Opus Arte DVD, EUA 2053678
- Italian Songs (Schubert, Verdi, Donizetti, Bellini, and Rossini) – Lawrence Brownlee (tenor), Martin Katz (piano). Label EMI Classics CD 86503
- Mayr: Medea in Corinto – Elzbieta Szmytka, Evelyn Pollock, Lawrence Brownlee, Mark Milhofer, Wojtek Gierlach; Figerete Ymeraj, Andrés de Castillo, Carlos Petruzziello; Chorus and Orchestra of the Theater St. Gallen; David Stern (conductor). Label: OEHMS Classics OC 933
- Rossini: Armida – Renée Fleming, Lawrence Brownlee, John Osborn, Barry Banks, Kobie van Rensburg, Yegishe Manucharyan, Keith Miller; Chorus and Orchestra of the Metropolitan Opera; Riccardo Frizza (conductor). Label: Decca DVD 074.3416
- Rossini: Il barbiere di Siviglia – Elīna Garanča, Lawrence Brownlee, Giovanna Donadini, Nathan Gunn, Roberto Accurso, Bruno de Simone, Kristinn Sigmundsson; Münchner Rundfunkorchester; Chor des Bayerischen Rundfunks; Miguel Gómez-Martínez (conductor). Label: Sony/BMG 822876 80429 2
- Rossini: La Cenerentola – Rachelle Durkin, Elīna Garanča, Lawrence Brownlee, Patricia Risley, Simone Alberghini, Alessandro Corbelli, John Relyea; Chorus and Orchestra of the Metropolitan Opera; Maurizio Benini (conductor). Label: Deutsche Grammophon DVD 073 4577
- Rossini: L'italiana in Algeri– Ruth Gonzalez, Marianna Pizzolato, Elsa Giannoulidou, Lawrence Brownlee, Bruno de Simone, Lorenzo Regazzo, Giulio Mastrototaro; Wildbad Festival, Virtuosi Brunensis; Transylvania State Philharmonic Choir; Alberto Zedda (conductor). Label: Naxos 8.660284-85
- Rossini: Stabat Mater – Anna Netrebko (soprano), Joyce DiDonato (mezzo-soprano), Lawrence Brownlee (tenor), Ildebrando d'Arcangelo (bass); Accademia Nazionale di Santa Cecilia; Antonio Pappano (conductor). Label: EMI Classics 5099964052922
- Rossini Songs (Il Salotto – Volume 13) – Mireille Delunsch, Jennifer Larmore, Catherine Wyn-Rogers, Mark Wilde, Lawrence Brownlee, Brindley Sherratt; Malcolm Martineau (piano). Label: Opera Rara ORR247
- Operngala 16, Festliche Operagala für die AIDS-Stiftung – Simone Kermes, Ailyn Pérez, Petra Maria Schnitzer Lawrence Brownlee, Ketevan Kemoklidze, Renata Pokupić, Peter Seiffert, Michael Volle; Chorus and Orchestra of the Deutsche Oper Berlin; Andriy Yurkevych (conductor). Label: Naxos 8.551233
- Colbran, The Muse – Joyce DiDonato (mezzo-soprano), Lawrence Brownlee (tenor); Orchestra e Coro dell'Accademia Nazionale de Santa Cecilia; Edoardo Müller (conductor). Label: Virgin Classics 945790 6